# St John’s Loch
St John’s Loch är en sjö i Storbritannien.   Den ligger i kommunen Highland och riksdelen Skottland, i den norra delen av landet, 800 km norr om huvudstaden London. St John’s Loch ligger 20 meter över havet. Arean är 0,79 kvadratkilometer. Trakten runt St John’s Loch består i huvudsak av gräsmarker. Den sträcker sig 0,9 kilometer i nord-sydlig riktning, och 1,2 kilometer i öst-västlig riktning.